# Richardia annulata
Richardia annulata är en tvåvingeart som först beskrevs av Macquart 1835.  Richardia annulata ingår i släktet Richardia och familjen Richardiidae. Inga underarter finns listade i Catalogue of Life.